# Мехтиев, Ибрагим Алиевич
Ибрагим Алиевич Мехтиев (21 июня 1986, Буйнакск, Дагестанская АССР, РСФСР, СССР) —  российский тхэквондист, чемпион России.

## Спортивная карьера
С 6 лет занимался ушу-саньда, но в 1998 году начал заниматься в филиале ДГЦБИ на базе РАШБИ «Пять сторон света» в Халимбекауле и выбрал тхэквондо. Занимался у Магомед-Тагира Магомедова и Магомеда Абдуллаева. В 2002 году стал победителем открытого чемпионата Германии по тхэквондо. В 2007 году выступил на чемпионате мира в Пекине, где выбыл на стадии 1/8 финала. В 2008 году на чемпионате Европы в Риме в 1/8 финала уступил будущему чемпиону Сервет Тазегюль из Турции. В 2009 году принимал участие на Универсиаде в Белграде. В 2009 году на чемпионате мира вылетел на стадии 1/16 финала. В 2014 году стал бронзовым призёром чемпионата мира среди военнослужащих.

## Личная жизнь
В 2002 году окончил РАШБИ Пять сторон света» в Халимбекауле. В 2007 году окончил Дагестанский государственный педагогический университет, спортивно-педагогический факультет. 

## Достижения
- Чемпионат России по тхэквондо 2005 — ;
- Чемпионат России по тхэквондо 2006 — ;
- Чемпионат мира по тхэквондо среди студентов 2006 — ;
- Чемпионат России по тхэквондо 2007 — ;
- Чемпионат России по тхэквондо 2008 — ;
- Командный кубок мира по тхэквондо 2009 — ;
- Чемпионат России по тхэквондо 2010 — ;
- Чемпионат России по тхэквондо 2011 — ;
- Чемпионат России по тхэквондо 2014 — ;
- Чемпионат мира по тхэквондо среди военнослужащих 2014 — ;
- Чемпионат России по тхэквондо 2015 — ;